# Henri-Alexandre Deslandres
Henri-Alexandre Deslandres (ur. 24 lipca 1853 w Paryżu, zm. 15 stycznia 1948 tamże) – francuski fizyk i astronom. Konstruktor spektroheliografu do badań Słońca (1892), niezależnie od Hale’a. W 1902 przepowiedział, że Słońce okaże się źródłem fal radiowych, co potwierdziło się 40 lat później.

## Życiorys

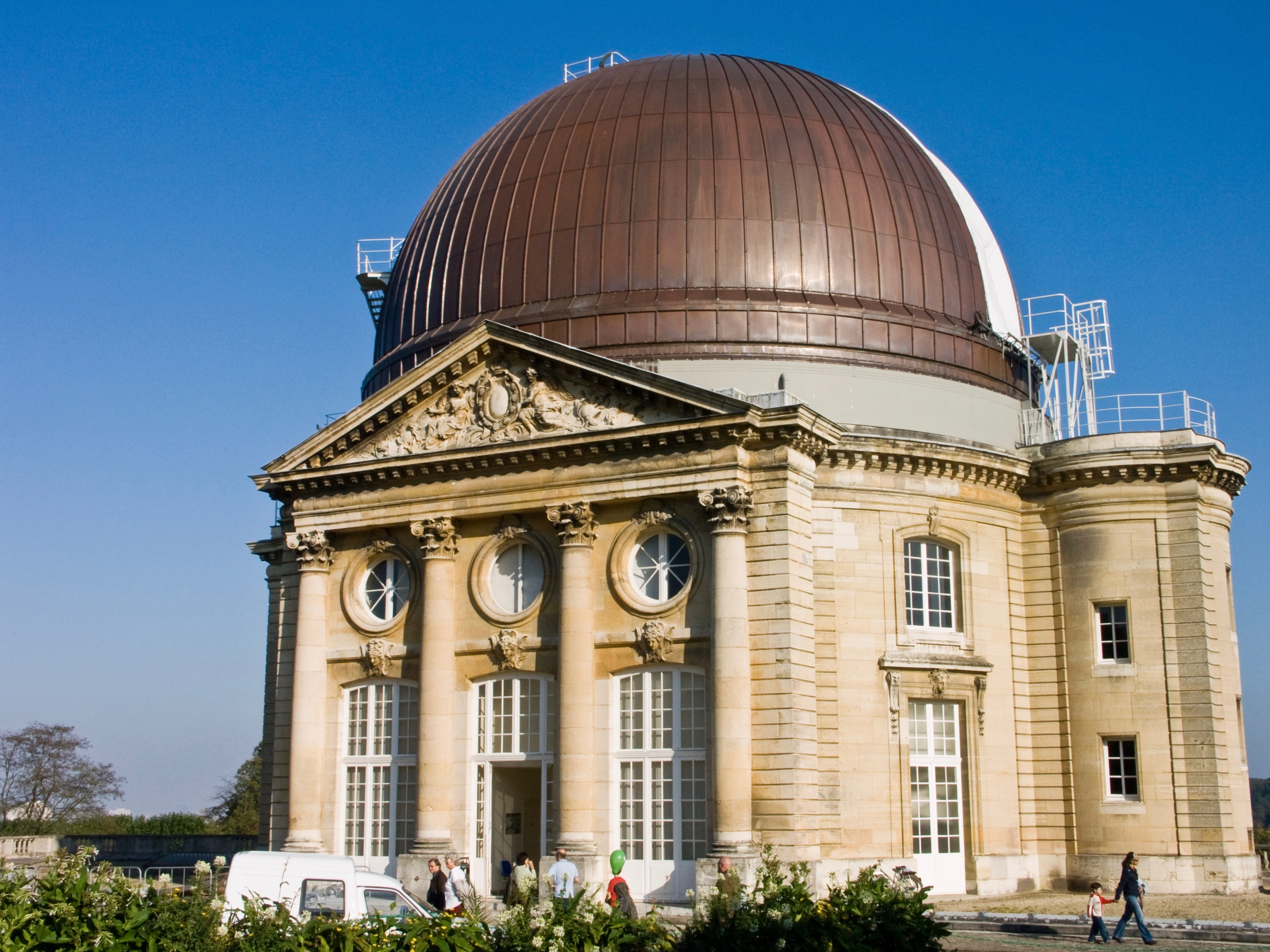
Obserwatorium w Meudon

W latach 1907–1930 był dyrektorem obserwatorium astronomicznego w Meudon. Liczne badania naukowe Deslandresa z dziedziny spektroskopii doprowadziły do sformułowania dwóch prostych praw empirycznych opisujących wzory pasmowe w widmach cząsteczkowych. Prawa te można łatwo wyjaśnić za pomocą mechaniki kwantowej.
W latach 1922–1928 był wiceprezesem Międzynarodowej Unii Astronomicznej, w latach 1926–1929 dyrektorem Obserwatorium Paryskiego. Był autorem praw pionierskich z zakresu heliofizyki.

## Nagrody i wyróżnienia
Za swoje osiągnięcia otrzymał liczne nagrody: Złoty Medal Królewskiego Towarzystwa Astronomicznego (1913), Medal Henry’ego Drapera (1913), Prix Jules-Janssen (1920), Medal Bruce (1921). Był członkiem Francuskiej Akademii Nauk oraz zagranicznym członkiem Royal Society.
Na jego cześć nazwano planetoidę (11763) Deslandres oraz krater Deslandres na Księżycu.